# Platyedra
Platyedra is een geslacht van vlinders van de familie tastermotten (Gelechiidae).

## Soorten
- P. cunctatrix Meyrick, 1931
- P. erebodoxa Meyrick, 1927
- P. piceicoma Meyrick, 1931
- P. subcinerea

Kaasjeskruidmot (Haworth, 1828)